# Vinebre
Vinebre – gmina w Hiszpanii, w prowincji Tarragona, w Katalonii, o powierzchni 26,42 km². W 2011 roku gmina liczyła 495 mieszkańców.